# Ponte Capriasca
Ponte Capriasca es una comuna suiza del Cantón del Tesino, situada en el distrito de Lugano, círculo de Capriasca. Limita al norte y este con la comunas de Capriasca, al sur con Origlio, al oeste con Torricella-Taverne, y al noroeste con Monteceneri.
La comuna posee un enclave en el extremo noreste del distrito, gracias al cual limita también con las comunas de Isone, Monteceneri y Sant'Antonio al norte, Cavargna (IT-CO) al este, y Valcolla al sur.